# Mitsuko Baishō
Mitsuko Baishō (倍賞 美津子?, Baishō Mitsuko; Prefettura di Ibaraki, 22 novembre 1946) è un'attrice giapponese.

## Biografia
Nativa della prefettura di Ibaraki, è la sorella minore della cantante e attrice Chieko Baishō. Nota per il sodalizio artistico con Shōhei Imamura, che l'ha diretta dal 1979 sino al ritiro nel 2002, ha collaborato in svariate occasioni anche con Akira Kurosawa. Ha ricevuto il premio di "miglior attrice" agli Hōchi Film Awards, per le sue interpretazioni nei film Koibumi e Ikiteru uchiga hana nanoyo shin-dara sore madeyo to sengen nel 1985, e di "miglior attrice non protagonista" nel 1983 e 1997 per il suo ruolo nelle pellicole Yōkirō e Tōkyō yakyoku.

## Vita privata
Tra il 2 novembre 1971 e il 1987 è stata sposata con il pro-wrestler Antonio Inoki, dal quale ha avuto una figlia, l'attrice Hiroko Inoki. Il suo divorzio è stato indotto dall'infedeltà di Inoki.

## Filmografia parziale

### Cinema
- Hitokiri, regia di Hideo Gosha (1969)
- Ezo-yakata no ketto, regia di Kengo Furusawa (1970)
- Miyamoto Musashi, regia di Tai Katō (1973)
- Chikuzan hitori tabi, regia di Kaneto Shindō (1977)
- Kumokiri nizaemon, regia di Hideo Gosha (1978)
- La vendetta è mia, regia di Shōhei Imamura (1979)
- Kagemusha - L'ombra del guerriero, regia di Akira Kurosawa (1980)
- Eijanaika, regia di Shōhei Imamura (1981)
- Honō no gotoku, regia di Tai Katō (1981)
- P. P. Rider, regia di Shinji Sōmai (1983)
- La ballata di Narayama, regia di Shōhei Imamura (1983)
- Yōkirō, regia di Hideo Gosha (1983)
- Okinawa no shōnen, regia di Taku Shinjō (1983)
- Gyakufunsha kazoku, regia di Sōgo Ishii (1984)
- Koibumi, regia di Tatsumi Kumashiro (1985)
- Ikiteru uchiga hana nanoyo shin-dara sore madeyo to sengen, regia di Azuma Morisaki (1985)
- Cabaret, regia di Haruki Kadokawa (1986)
- Rikon shinai onna, regia di Tatsumi Kumashiro (1986)
- Hissatsu 4: Urami harashimasu, regia di Kinji Fukasaku (1987)
- Zegen, regia di Shōhei Imamura (1987)
- My Phoenix, regia di Katsumi Nishikawa (1989)
- Sogni, regia di Akira Kurosawa (1990)
- Last Song, regia di Shigemichi Sugita (1993)
- Gogo no yuigon-jo, regia di Kaneto Shindō (1995)
- L'anguilla, regia di Shōhei Imamura (1995)
- Tōkyō yakyoku, regia di Jun Ichikawa (1995)
- Toki o kakeru shōjo, regia di Haruki Kadokawa (1997)
- Yukie, regia di Hisako Matsui (1997)
- Acqua tiepida sotto un ponte rosso, regia di Shōhei Imamura (2001)
- 11 settembre 2001, regia di Shōhei Imamura (2002)
- Out, regia di Hideyuki Hirayama (2002)
- Pekorosu no haha ni ai ni iku, regia di Azuma Morisaki (2013)

### Televisione
- Gannibal (ガンニバル?, Gannibaru) – serie TV, 4 episodi (2022-2023)